# Ormosia calavensis
Ormosia calavensis là một loài thực vật có hoa trong họ Đậu. Loài này được Blanco miêu tả khoa học đầu tiên.